# Betty Ford Center

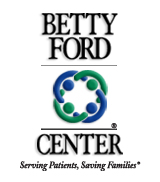
klinikens logga.

Betty Ford Center är ett behandlingshem i staden Rancho Mirage, utanför Palm Springs i södra Kalifornien för personer med alkohol- och drogberoende. Kliniken grundades av den före detta presidentfrun Betty Ford år 1982.
Betty Fords egna missbruk började 1964 på grund av en nackskada som gjorde att hon blev beroende av smärtstillande tabletter och alkohol. Mängden alkohol tilltog under tiden hennes make Gerald Fords politiska karriär fick en skjuts framåt. Ett år efter att Gerald slutat som president la Betty in sig för behandling och efter tillfrisknandet öppnade hon Betty Ford Center. Behandlingshemmet bygger på Anonyma Alkoholisters tolvstegsprogram och anses idag vara ett av de mest etablerade och respekterade behandlingshemmen i världen.
Bland de som behandlats på Betty Ford Center återfinns många kända personer. Några av dessa är: 
- Liza Minnelli (1981 och 1984)
- Elizabeth Taylor (1983 och 1988)
- Johnny Cash (1984)
- Tony Curtis (1984)
- Tammy Wynette (1986)
- Ozzy Osbourne (1986)
- Robert Mitchum (1990-talet)
- David Hasselhoff (2002)
- Lindsay Lohan (2010)